# Ramsey, Illinois
Ramsey là một làng thuộc quận Fayette, tiểu bang Illinois, Hoa Kỳ. Năm 2010, dân số của làng này là 1037 người.

## Dân số
Dân số qua các năm:
- Năm 2000: 1056 người.
- Năm 2010: 1037 người.